# Jiří Dobrylovský
Jiří Dobrylovský (* 4. června 1961 Praha) je český spisovatel a vysokoškolský pedagog.

## Život
O roku 2000 přednáší na vysoké škole ekonomii. Zajímá se o historii, archeologii a astronomii. Dříve pracoval téměř deset let v české mediální sféře jako novinář. Jeho prvním vydaným románem je Země a impérium (2005), kterým složil poklonu Isaacu Asimovi. Jeho další knihy čerpají z české i celoevropské historie.

## Dílo

### Historické romány
- Nevinný bratrovrah (nakladatelství MOBA, Brno, 2017) - román, který ukazuje, že s vraždou knížete Václava to mohlo být jinak, než jak tvrdí školní učebnice, a že vrahem nemusel být jeho bratr Boleslav.
- Omyl kronikáře Kosmy (nakladatelství MOBA, Brno, 2018) - po stopách českých bájí a pověstí s nejstarším českým kronikářem. Kosmu pověřil český král Vratislav nelehkým úkolem: sestavit rodokmen českého panovnického rodu, přestože jednoznačné důkazy a prameny o původu dávných předků panovníka nebyly k nalezení. Spolu se svou neteří Luborou se tak Kosma pouští do nelehkého pátrání.
- Tajemství Prokopa Velikého (nakladatelství MOBA, Brno, 2019) - je známo, že si Prokop Holý psal deník. Ten se ale nikdy nenašel. Kdyby ano, co bychom se v něm dočetli? Nejen nad tím se zamýšlí román probíhající ve třech časových rovinách: za husitských válek, v období jezuitské protireformace v českých zemích a v současnosti. Všechny tři linie spojuje tentýž problém, s nímž se hrdinové potýkají. Poradí si s ním postava vatikánského Vittoria Baldiniho, který zastává tajemnou funkci Strážce?